# 55-й кинофестиваль в Сан-Себастьяне
55-й кинофестиваль в Сан-Себастьяне проходил с 20 по 29 сентября 2007 года в Сан-Себастьяне (Страна Басков, Испания).

## Жюри
- Пол Остер ( США), сценарист (президент жюри).
- Пернилла Аугуст ( Швеция), актриса.
- Николетта Браски ( Италия), актриса.
- Бахман Гобади ( Иран), кинорежиссёр.
- Эдуардо Норьега ( Испания), актёр.
- Сусо Пекораро ( Аргентина), актриса.
- Питер Уэббер ( Великобритания), кинорежиссёр.

## Фильмы фестиваля

### Официальный конкурс
- «Порок на экспорт», реж. Дэвид Кроненберг ( Великобритания,  Канада)
- «Битва за Хадиту», реж. Ник Брумфилд ( Великобритания)
- «Будда рухнул от стыда», реж. Хана Махмальбаф ( Иран)
- «Исход», реж. Хо-Чунг Панг ( Гонконг)
- «Дэйзи Бриллиант», реж. Симон Стахо ( Дания)
- «Эмоциональная арифметика», реж. Паоло Барзмен ( Канада)
- «Воплощение», реж. Анаи Бернери ( Аргентина)
- «Прочисть мозги», реж. Ханс Вайнгартнер ( Германия,  Австрия)
- «Дворцовые тени», реж. Ми-чжун Ким ( Республика Корея)
- «Бар «Медонос»», реж. Джон Сейлз ( США)
- «Дом», реж. Мануэль Пурье ( Франция)
- «Матахарис», реж. Исиар Больяин ( Испания)
- «Убить всех», реж. Эстебан Шредер ( Уругвай,  Чили,  Аргентина)
- «Отец родной», реж. Кристофер Залла ( США)
- «Семь бильярдных столов», реж. Грасиа Керехета ( Испания)
- «Тысяча лет хороших молитв», реж. Уэйн Ван ( США)

### Вне конкурса
- «Внутренний мир Мартина Фроста», реж. Пол Остер ( Франция,  Испания,  Португалия)
- «Планета Земля», реж. Аластер Фозергилл и Марк Линфилд ( Великобритания)
- «Без изъяна», реж. Майкл Рэдфорд ( Великобритания)

## Лауреаты

### Официальные премии
- Золотая раковина: «Тысяча лет хороших молитв», реж. Уэйн Ван.
- Специальный приз жюри: «Будда рухнул от стыда», реж. Хана Махмальбаф.
- Серебряная раковина лучшему режиссёру: Ник Брумфилд («Битва за Хадиту»).
- Серебряная раковина лучшей актрисе: Бланка Портильо («Семь бильярдных столов»).
- Серебряная раковина лучшему актёру: Генри О («Тысяча лет хороших молитв»).
- Приз жюри лучшему оператору : Чарли Лам («Исход»).
- Приз жюри за лучший сценарий : Грасиа Керехета («Семь бильярдных столов») и Джон Сейлз («Бар «Медонос»»).

### Почётная награда — «Доностия» за вклад в кинематограф
- Ричард Гир
- Лив Ульман